# Podrzeń garbaty
Podrzeń garbaty (w zależności od ujęcia systematycznego: Struthiopteris spicant lub Blechnum gibbum) – gatunek paproci należący do rodziny podrzeniowatych. Pochodzi z wysp Oceanu Spokojnego: Nowej Kaledonii oraz Fidżi. Jest uprawiany w wielu państwach świata jako roślina ozdobna.

## Morfologia
Paproć wytwarzająca pokryte łuskami i przypominające kształtem pień kłącze o wysokości do 1 m. Na jego szczycie wyrastają w formie pióropusza pojedynczo pierzaste liście.

## Systematyka
Pozycja systematyczna gatunku jest różna w systemach wyróżniających wąsko ujmowane rodziny i rodzaje paproci (np. w systemie PPG I z 2016 i w World Plants), gdzie zaliczany jest wraz z 7 innymi gatunkami do rodzaju Oceaniopteris z rodziny Blechnaceae, a inaczej w systemach grupujących paprocie w duże rodziny i obszerne rodzaje (np. Plants of the World), gdzie klasyfikowany jest jako jeden z ok. 240 gatunków z rodzaju Blechnum z rodziny Asplaniaceae.

## Zastosowanie
Uprawiany jest jako roślina pokojowa, nadaje się także do paludarium. W ogrodach botanicznych w strefie umiarkowanej zwykle jest uprawiany w szklarniach. Jest paprocią dość wymagającą i trudną w uprawie.

## Uprawa
- Wymagania. Podstawowym warunkiem jest utrzymanie dużej wilgotności powietrza, przy czym nie należy rośliny zraszać. Oświetlenie powinno być dobre, jednak nie może to być bezpośrednie oświetlenie słoneczne. Źle toleruje przeciągi. W zimie temperatura nie powinna być niższa od 18 °C. Jako podłoże najlepsza jest próchniczna i kwaśna ziemia.
- Sposób uprawy. Aby zapewnić wystarczającą wilgotność doniczkę z roślina można wstawić do większego naczynia ze stale wilgotnym torfem. Podlewa się dość obficie używając tylko wody miękkiej. Przesuszenie gleby powoduje utratę części lub wszystkich liści. Przez lato nawozi się rozpuszczonymi w wodzie nawozami wieloskładnikowymi, ale słabą dawką, połową tej dawki co dla innych roślin, roślina jest bowiem wrażliwa na zasolenie podłoża. Młode rośliny co roku na wiosnę przesadza się do większych doniczek, starsze tylko wtedy, gdy jest to konieczne.
- Rozmnażanie. Wyłącznie przez zarodniki.